# Bunki
Bunki (文亀) byla japonská éra období Sengoku, v užším období Ašikaga–Muromači, mezi érami Meió a Eišó. Trvala od roku 1501 do roku 1504. 

## Úmrtí
- 1502 – zemřel Džukó Murata, známý jako zakladatel čajového obřadu.

## Vládnoucí císaři
- Go-Kašiwabara